# Asteroide tipo J
Asteroide tipo J são asteroides com espectros semelhantes aos dos meteoritos diogenitos e assim, presumivelmente, são partes das camadas mais profundas da crosta de 4 Vesta.

## Características
Seus espectros são bastante semelhante aos dos asteroides tipo V, mas possui particularmente uma forte banda de absorção de 1 μm. Esta absorção é semelhante ao de meteoritos diogenitos.

## Exemplos
Alguns exemplos de asteroides tipo J são:
- 2442 Corbett
- 3869 Norton
- 4005 Dyagilev
- 4215 Kamo